# Rajd Wartburga 1973
Rajd Wartburga 1973 (16. Internationale Rallye Wartburg 1973) – 16. edycja rajdu samochodowego Rajd Wartburga rozgrywanego w NRD. Rozgrywany był od 18 do 21 października 1973 roku. Rajd był szóstą rundą Rajdowego Pucharu Pokoju i Przyjaźni w roku 1973 oraz dziewiątą Rajdowych Mistrzostw NRD w roku 1973.

## Klasyfikacja rajdu
| Miejsce                | Kierowca               | Pilot                  | Samochód               | Czas                   | Strata                 |                        |
| Klasyfikacja generalna | Klasyfikacja generalna | Klasyfikacja generalna | Klasyfikacja generalna | Klasyfikacja generalna | Klasyfikacja generalna | Klasyfikacja generalna |
| ---------------------- | ---------------------- | ---------------------- | ---------------------- | ---------------------- | ---------------------- | ---------------------- |
| 1.                     | Jaroslav Jelínek       | Svatopluk Kvaizar      | Škoda 120 S Rallye     |                        | -                      |                        |
| 2.                     | Egon Culmbacher        | Werner Ernst           | Wartburg 353           |                        |                        |                        |
| 3.                     | Poul Christian Olsen   | Karsten Richardt       | BMW 2002 Tii           |                        |                        |                        |
| 4.                     | Horst Niebergall       | Bernhard Malsch        | Wartburg 353           |                        |                        |                        |
| 5.                     | Josef Srnský           | Jiří Syrovátko         | Škoda 110 RC           |                        |                        |                        |
| 6.                     | Rumen Minchev          | Kalcho Hinov           | BMW 1602 TI            |                        |                        |                        |
| 7.                     | Rainer Witzmann        | Johannes Löw           | Wartburg 353           |                        |                        |                        |
| 8.                     | Gerhard Bedrich        | Gerhard Pötzsch        | Lada VAZ 2101          |                        |                        |                        |
| 9.                     | Peter Hommel           | Günter Bork            | Wartburg 353           |                        |                        |                        |
| 10.                    | Yordan Toplodolski     | Vladimir Iliev         | Renault 12 Gordini     |                        |                        |                        |
| Klasyfikacja RPPiP     |                        |                        |                        |                        |                        |                        |
| 1.                     | Jaroslav Jelínek       | Svatopluk Kvaizar      | Škoda 120 S Rallye     |                        | -                      |                        |
| 2.                     | Egon Culmbacher        | Werner Ernst           | Wartburg 353           |                        |                        |                        |
| 3.                     | Horst Niebergall       | Bernhard Malsch        | Wartburg 353           |                        |                        |                        |
| 4.                     | Josef Srnský           | Jiří Syrovátko         | Škoda 110 RC           |                        |                        |                        |
| 5.                     | Rumen Minchev          | Kalcho Hinov           | BMW 1602 TI            |                        |                        |                        |
| 6.                     | Rainer Witzmann        | Johannes Löw           | Wartburg 353           |                        |                        |                        |
| 7.                     | Gerhard Bedrich        | Gerhard Pötzsch        | Lada VAZ 2101          |                        |                        |                        |
| 8.                     | Peter Hommel           | Günter Bork            | Wartburg 353           |                        |                        |                        |
| 9.                     | Yordan Toplodolski     | Vladimir Iliev         | Renault 12 Gordini     |                        |                        |                        |